# Antoni Rusin
Antoni Rusin (ur. 22 kwietnia 1910 w Policach, zm. 9 grudnia 1974 w Gdyni) – polski ekonomista i manager żeglugowy.

## Życiorys
Absolwent gimnazjum w Warszawie, następnie uniwersytetu w Liège. Był zatrudniony w Żegludze Polskiej w Gdyni (1934-1939), Polskim Towarzystwie Żeglugowym w Londynie (1939-1945). Po wojnie organizował polskie przedstawicielstwo żeglugowe w Antwerpii (1946-), był dyrektorem przedsiębiorstwa frachtowania Polfracht w Gdyni (1953-1959), dyrektorem naczelnym Polskich Linii Oceanicznych (1959-1962), ponownie dyrektorem Polfrachtu (1962-1966) i attache ds. morskich w Budapeszcie (1966-1971).  
Pochowany na cmentarzu Witomińskim w Gdyni (kwatera 54-1-7)